# Vasco Graça Moura
Vasco Navarro da Graça Moura OSE • GCSE • GCIH (Porto, Foz do Douro, 3 de Janeiro de 1942 – Lisboa, 27 de Abril de 2014) foi um escritor, tradutor e político português.

## Biografia
Vasco Graça Moura nasceu a 3 de Janeiro de 1942, na freguesia de Foz do Douro, no Porto.
Licenciado em Direito pela Faculdade de Direito da Universidade de Lisboa, onde colaborou na publicação académica Quadrante  (1958-1962) publicada pela Associação Académica da Faculdade de Direito de Lisboa.
Passou 39 meses na tropa, numa altura em que era já casado e pai de dois filhos.
Foi advogado entre 1966 e 1983.
Após o 25 de Abril de 1974, aderiu ao Partido Social Democrata, tendo sido chamado a exercer os cargos de membro da Comissão Administrativa da Câmara Municipal do Porto (1974-75), Secretário de Estado da Segurança Social (IV Governo Provisório, do independente pró-Comunista Vasco Gonçalves, porém com participação de elementos ligados ao Grupo dos Nove) e dos Retornados (VI Governo Provisório, José Pinheiro de Azevedo). Entre 1975 e 1976, foi deputado à Assembleia Constituinte, eleito pelo PPD.
Na década de 80 enveredou definitivamente pela carreira literária, que o havia de confirmar como um nome central da literatura portuguesa da segunda metade século XX e um dos maiores defensores da língua portuguesa.
Divorciou-se da sua primeira mulher, Maria Fernanda de Sá Dantas, no início dos anos 80, e voltou a casar-se mais duas vezes. Primeiro com a ensaísta Clara Crabbé Rocha — filha de Miguel Torga e de Andrée Crabbé Rocha —, em 1985, e depois com Maria do Rosário Sousa Machado, em 1987, com quem teve mais duas filhas, enternecidamente referidas em vários poemas dos seus últimos livros. A sua última companheira foi Maria Bochicchio (italiana), que o acompanhou até perto da sua morte e com quem publicou O Binómio de Newton & A Vénus de Milo.
Foi director da RTP1 (1978), membro da task force da campanha de reeleição do presidente António Ramalho Eanes, nas eleições presidenciais de 1980, administrador da Imprensa Nacional - Casa da Moeda (1979-1989), vice-presidente do PEN Clube (1982-1984), membro do Conselho Geral da Comissão Nacional da UNESCO (1983-1987), representante de Portugal no Comité Europeu do Conselho da Europa (1987), presidente da Comissão Executiva das Comemorações do Centenário de Fernando Pessoa (1988) e da Comissão Nacional para as Comemorações dos Descobrimentos Portugueses (1988-1995), director da revista Oceanos (1988-1995), director da Fundação Casa de Mateus, comissário-geral de Portugal para a Exposição Universal de Sevilha (1988-1992), director do Serviço de Bibliotecas e Apoio à Leitura da Fundação Calouste Gulbenkian (1996-1999) e membro do conselho consultivo da Fundação Luso-Americana para o Desenvolvimento. Entre 1978 e 1985, escreveu e apresentou programas televisivos dedicados à poesia.
Em 1986, liderou o Movimento Contra o Acordo Ortográfico e foi uma das vozes mais críticas do Acordo Ortográfico de 1990, tendo considerado que este apenas "serve interesses geopolíticos e empresariais brasileiros, em detrimento de interesses inalienáveis dos demais falantes de português no mundo".
Juntamente com António Mega Ferreira, foi o autor da proposta de realização da Exposição Mundial de 1998 em Lisboa, que mais tarde seria considerada pelo Bureau International de Expositions uma das melhores exposições internacionais de sempre.
De novo pelo PSD, foi durante dez anos consecutivos deputado ao Parlamento Europeu, integrando o Grupo do Partido Popular Europeu, desde 1999 até 2009.
Em Janeiro de 2012, o Secretário de Estado da Cultura do governo de Passos Coelho, Francisco José Viegas, nomeou Vasco Graça Moura para a presidência da Fundação Centro Cultural de Belém, substituindo assim António Mega Ferreira, mantendo-se no cargo mesmo quando procurava curar-se do cancro que lhe provocou a morte, a 27 de Abril de 2014. No mesmo dia, Pedro Passos Coelho, ex-primeiro-ministro de Portugal, destacou o percurso político de Graça Moura e a sua actividade como "divulgador das letras portuguesas", afirmando que o escritor deixou um "vasto legado literário, marcado pela inspiração e pela dedicação à língua portuguesa, que enriqueceu como poucos, uma constante procura da identidade nacional e um clarividente pensamento sobre as raízes, a herança política e filosófica e o futuro da Europa", concluindo: "Portugal perdeu hoje um dos seus maiores cidadãos".
Em 2023, a Câmara Municipal de Lisboa atribuiu o nome Rua Vasco Graça Moura a uma rua junto à LXFactory, perpendicular à Avenida da Índia.
Durante a sua vida colecionou milhares de livros (mais de quarenta mil exemplares), sobre os mais variados temas. Atualmente a sua biblioteca pessoal encontra-se disponível para consulta na Casa dos Livros - Centro de Estudos da Cultura em Portugal da Universidade do Porto (Rua do Campo Alegre 1055, 4150-181 Porto) e poderá ser consultada em qualquer dia útil, das 14h30 às 18h.

## Obras publicadas
Poesia
- Modo Mudando (1963);
- Semana Inglesa (1965);
- O Mês de Dezembro e Outros Poemas (1976);
- A Sombra das Figuras (1985);
- O Concerto Campestre (1993);
- Sonetos Familiares (1994);
- Uma Carta no Inverno (1997);
- Nó cego, o Regresso (2000);
- Testamento de VGM (2001);
- Letras do Fado Vulgar (2001);
- Antologia dos Sessenta Anos (2002);
- Variações Metálicas (2004);
- Mais Fados & Companhia (2004);
- Os nossos tristes assuntos (2006);
- O Caderno da Casa das Nuvens (2010);
- Poesia Reunida, vol. 1 (2012);
- Poesia Reunida, vol. 2 (2012);
- A Puxar ao Sentimento - 31 Fadinhos de Autor (2018, póstumo).

Ensaio
- Luís de Camões: Alguns Desafios (1980);
- Caderno de Olhares (1983);
- Camões e a Divina Proporção (1985);
- Os Penhascos e a Serpente (1987);
- Várias Vozes (1987);
- Fernão Gomes e o Retrato de Camões (1987);
- Cristóvão Colombo e a floresta das asneiras (1991);
- Sobre Camões, Gândavo e Outras Personagens (2000);
- Adamastor, Nomen Gigantis (2000);
- Páginas do Porto (2001);
- Fantasia e Objectividade nos Descobrimentos Portugueses (2006);
- Acordo Ortográfico: A Perspectiva do Desastre (2008);
- Diálogo com (algumas) imagens (2009);
- Amália Rodrigues: dos poetas populares aos poetas cultivados (2010);
- Miguel Veiga - Cinco Esboços para um Retrato (2011);
- Os Lusíadas para Gente Nova (2012);
- A Identidade Cultural Europeia (2013);
- Discursos Vários Poéticos (2013);
- Retratos de Camões (2014).

Novela
- O pequeno-almoço do Sargento Beauchamp: (uma novela) (2008)[9]
- Os Desmandos de Violante (2011)[10][11]

Romance
- Quatro Últimas Canções (1987);
- Naufrágio de Sepúlveda (1988);[12]
- Partida de Sofonisba às seis e doze da manhã (1993);
- A Morte de Ninguém (1998);
- Meu Amor, Era de Noite (2001);
- Enigma de Zulmira (2002);
- Por detrás da magnólia (2008)[13];
- Alfreda ou a Quimera (2008);
- Morte no Retrovisor (2008);
- O Mestre de Música (2015) (continuação da novela O pequeno-almoço do Sargento Beauchamp)[14];
- As botas do Sargento.

Diário e Crónica
- Circunstâncias Vividas (1995);
- Contra Bernardo Soares e Outras Observações (1999).

Traduções (resumo)
- Fedra, de Racine
- Andromaca, de Racine
- Berenice, de Racine
- O Cid, de Corneille
- A Divina Comédia, de Dante
- Cyrano de Bergerac, de Edmond Rostand
- O misantropo, de Molière
- Sonetos, de Shakespeare
- Testamento de François Villon e algumas baladas mais (1997)
- A Vita Nuova, de Dante Alighieri
- Alguns amores, de Ronsard
- Elegias de Duino e Os Sonetos a Orfeu, de Rainer Maria Rilke
- Os triunfos, de Petrarca
- As Rimas, de Petrarca
- O Poema sobre o Desastre de Lisboa, de Voltaire

Antologias
- As mais belas Histórias Portuguesas de Natal;
- 366 Poemas que Falam de Amor;
- Visto da Margem Sul do Rio o Porto
- O Binómio de Newton e a Vénus de Milo.

## Prémios e distinções
Prémios
- Prémio Pessoa (1995)[1]
- Prémio Internacional "La cultura del mar", em Itália (2002).[1]
- Coroa de Ouro do Festival de Poesia de Struga, Macedónia (2004).[1] Struga Poetry Evenings (em inglês)
- Prémio Vergílio Ferreira (2007)[1]
- Prémio de Tradução (2007) do Ministério da Cultura de Itália, que distingue anualmente o melhor tradutor estrangeiro de obras italianas, por decisão unânime do júri.[1][15]
- Tributo de Consagração Fundação Inês de Castro (2010)[1]
- Prémio Europa David Mourão-Ferreira (2010)[1]
- Prémio Alberto Pimenta do Clube Literário do Porto (2010)[1]
- Prémio Morgado de Mateus (2013)[1]

Obras premiadas
- Prémio Literário Município de Lisboa (1984) por Os rostos comunicantes[16]
- Prémio Literário Município de Lisboa (1987) por A furiosa paixão pelo tangível[16]
- Prémio de Poesia do P.E.N. Clube Português[1]  (1994) por O concerto campestre[16]
- Prémio Municipal Eça de Queiroz (1995) por Sonetos familiares[16]
- Grande Prémio de Tradução Literária (1996) por Vita Nuova de Dante[16]
- Grande Prémio de Poesia APE/CTT (1997) por Uma carta no Inverno[1][16]
- Prémio Internacional Diego Valeri (2004) por Rimas de Petrarca[16]
- Grande Prémio de Romance e Novela APE/IPLB (2004) por Por detrás da magnólia[1][16]
- Prémio de Tradução Paulo Quintela, da Universidade de Coimbra (2006) por Rimas de Petrarca[16]

Condecorações nacionais
- Oficial da Ordem Militar de Sant'Iago da Espada de Portugal (3 de Agosto de 1983)[16][17]
- Grã-Cruz da Ordem do Infante D. Henrique de Portugal (8 de Junho de 2010)[17]
- Grã-Cruz da Ordem Militar de Sant'Iago da Espada de Portugal (31 de Janeiro de 2014)[16][17][18]

Condecorações estrangeiras
- Oficial da Ordem de Rio Branco do Brasil (? de ? de 1989)[1][16]
- Medalha da Marinha Brasileira do Brasil (? de ? de 1990)[16]
- Medalha de Ouro da Cidade de Florença de Itália (? de ? de 1998)[16] pelas suas traduções de Dante[1]
- Grã-Cruz da Ordem do Mérito Cívico e Cultural do Brasil (? de ? de 2005)[19]